# Nobuhiko Kazama
Pour les articles homonymes, voir Kazama.
Nobuhiko Kazama () est un seiyū né un 18 juillet.

## Rôles

### Film d'animation
- Dragon Ball Z : L'Attaque du dragon : Voleur